# Трубка Бурдона

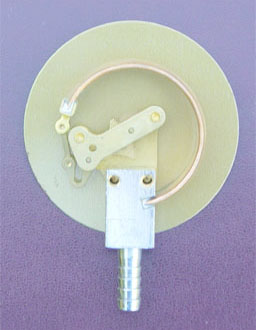
Конструкція манометра на основі трубки Бурдона

Тру́бка Бурдо́на (трубчаста пружина) — чутливий елемент (давач) деформаційного типу приладу для вимірювання тиску, що виконаний у вигляді С-подібної трубки еліптичного або овального перерізу, закритої з одного кінця і під'єднаної до вимірюваного тиску відкритим кінцем, котрий жорстко закріплений у корпусі.

## Історія
Принцип визначення тиску по пружній деформації тонкої оболонки був запропонований в 1846 німецьким ученим Р. Шинцем, а окремий випадок цього методу  — визначення тиску по деформації порожнистої трубчастої пружини — в 1849 запатентований французьким годинникарем Еженом Бурдоном, за іменем якого трубчасту пружину часто називають трубкою Бурдона.

## Принцип роботи
Тиск, що подається в середину трубки викликає пружну деформацію еліптичного або овального перерізу трубки в бік кола, котра спричиняє появу напружень у поздовжньому напрямку, які змушують трубку розгинатися, а вільний кінець трубки переміщатись. Система важелів і передач перетворює цей рух і повертає стрілку, що показує тиск відносно круглої шкали.
Діапазон вимірювання такого манометра становить — від 10 Па до 1000 МПа.

## Конструкції
Матеріалом для трубчастих пружин може служити сталь, бронза, латунь. Залежно від конструктивного виконання трубчасті пружини можуть бути одно- і багатовиткові (гвинтові та спіральні), S-подібні тощо. Найпоширеніші одновиткові трубчасті пружини, що використовуються в манометрах, котрі призначені для вимірювання тиску рідин та газів, а також у різновиді манометра — глибиномірі.
Окрім трубки Бурдона у манометрах часто застосовують як чутливий елемент деформаційного типу мембрану або сильфон.